# Bäcktjärnen, Ångermanland
Bäcktjärnen är en sjö i Sollefteå kommun i Ångermanland och ingår i Ångermanälvens huvudavrinningsområde.